# The Soft Pack
The Soft Pack (anteriormente llamados The Muslims) fue una banda estadounidense de rock, formada en el año del 2007 en la ciudad de San Diego, California. formada por Matt Lamkin (vocalista, guitarra), Matty McLoughlin (guitarra), David Lantzman (bajo) y Brian Hill (batería). 
El grupo inicialmente se llamaba "The Muslims" pero cambiaron el nombre a The Soft Pack debido a numerosos comentarios en redes sociales que los propios miembros de la banda definen como ignorantes y en ocasiones racistas, según declararon al NME en 2008.
El integrante Brian Hill, formó parte de la agrupación The Plot to Blow Up the Eiffel Tower, pero desde la muerte del integrante Willy Graves terminaron sus actividades y la mayoría de los miembros formaron a The Soft Pack. su sonoridad es comparada a los grupos del indie rock de los años 90, e incluso la influencia de los grupos de garage rock de los años 60 con un toque del surf rock. 
Han participado en varios festivales como SXSW e incluso se han presentado en Latinoamérica como en México al festival Corona Capital. 
El grupo de rock alternativo francés: Phoenix uso la canción de The Soft Pack: "Fences" para su compilación "Wolfgang Amadeus Remix"
The Soft Pack oficialmente se separaron en el 2014, pero el vocalista Matt Lamkin siguió su proyecto como solista.

## Integrantes

### Exintegrantes
- Matt Lamkin - vocalista, guitarra
- Matty McLoughlin - guitarra
- David Lantzman - bajo
- Brian Hill - batería

## Discografía

### Álbumes de estudio
- 2010: "The Soft Pack" (Kemado Records)
- 2012: "Strapped" (Mexican Summer)

### EP's
- 2009: "Daytrotter Station"
- 2010: "Extinction"

### Recopilaciones
- 2009: "Sisters"
- 2009: "LSTN Europe #3"
- 2009: "Indie Wonderland Volume 2"
- 2009: "Paste Sampler 59"
- 2009: "2010 A Look Ahead"
- 2010: "Rough Trade Shops: Counter Culture 09"
- 2010: "LSTN #9"
- 2010: "New to Q: 15 of the Most Exciting New Acts on the Planet"
- 2010: "Rock Ahoy Vol. 1: Madness!"
- 2010: "LSTN Europe #5"
- 2010: "Triple J's Like a Version Vol. 6"
- 2012: "Younger Than Yesterday"

### Sencillos
- "Answer to Yourself"
- "Mexico"
- "C'Mon"
- "Call It a Day"
- "Gagdag"
- "Saratoga"
- "Parasites/Walkign With Jesus"
- "Extinción"
- "Nightlife"